# Pallavolo Marsala
Le Pallavolo Marsala est un club italien de volley-ball féminin fondé en 1972 et basé à Marsala qui évolue pour la saison 2019-2020 en Serie A2.

## Effectifs

### Saison 2020-2021
| No                                           | Nom                                          | Date de naissance                            | Taille                         | Poids                          | Poste                          |
| -------------------------------------------- | -------------------------------------------- | -------------------------------------------- | ------------------------------ | ------------------------------ | ------------------------------ |
| 1                                            | Giulia Caserta                               | 21 mars 1999                                 | 185                            |                                | Centrale                       |
| 3                                            | Lauryn Gillis                                | 13 février 1996                              | 185                            |                                | Réceptionneuse-attaquante      |
| 5                                            | Federica Nonnati                             | 25 mars 1999                                 | 188                            |                                | Attaquante                     |
| 6                                            | Alessandra Mistretta                         | 5 février 2000                               | 165                            |                                | Libero                         |
| 8                                            | Giorgia Mazzon                               | 18 août 1998                                 | 185                            |                                | Réceptionneuse-attaquante      |
| 9                                            | Ilaria Demichelis                            | 27 août 1987                                 | 179                            |                                | Passeuse                       |
| 10                                           | Sveva Parini                                 | 3 mars 2001                                  | 185                            |                                | Centrale                       |
| 11                                           | Simona Vaccaro                               | 16 octobre 1996                              | 168                            |                                | Libero                         |
| 12                                           | Aurora Pistolesi                             | 3 juin 1999                                  | 182                            |                                | Réceptionneuse-attaquante      |
| 14                                           | Sara Colombano                               | 19 mai 2000                                  | 178                            | 64                             | Passeuse                       |
| 16                                           | Sara Caruso                                  | 5 février 2001                               | 193                            |                                | Centrale                       |
| 18                                           | Adelaide Soleti                              | 10 décembre 1997                             | 183                            |                                | Réceptionneuse-attaquante      |
|                                              |                                              |                                              |                                |                                |                                |
| Encadrement technique                        | Encadrement technique                        |                                              | Légende                        | Légende                        | Légende                        |
| Entraîneur : Daris Amodio                    | Entraîneur : Daris Amodio                    | Entraîneur : Daris Amodio                    | : Capitaine                    | : Capitaine                    | : Capitaine                    |
| Entraîneur(s) adjoint(s) : Francesco Campisi | Entraîneur(s) adjoint(s) : Francesco Campisi | Entraîneur(s) adjoint(s) : Francesco Campisi | : Joueuse blessée actuellement | : Joueuse blessée actuellement | : Joueuse blessée actuellement |